# Type 98 So-Da

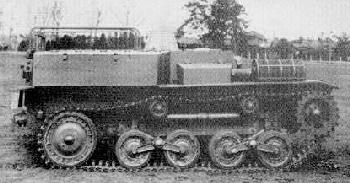
Type 98 So-Da vu de côté

Le Type 98 So-Da (九八式装甲運搬車 ソダ, Kyūhachi-shiki Sōkounpansha So-Da) est un véhicule blindé de transport de troupes et de munitions utilisé par l'Armée Impériale Japonaise durant Seconde Guerre mondiale.

## Histoire et développement

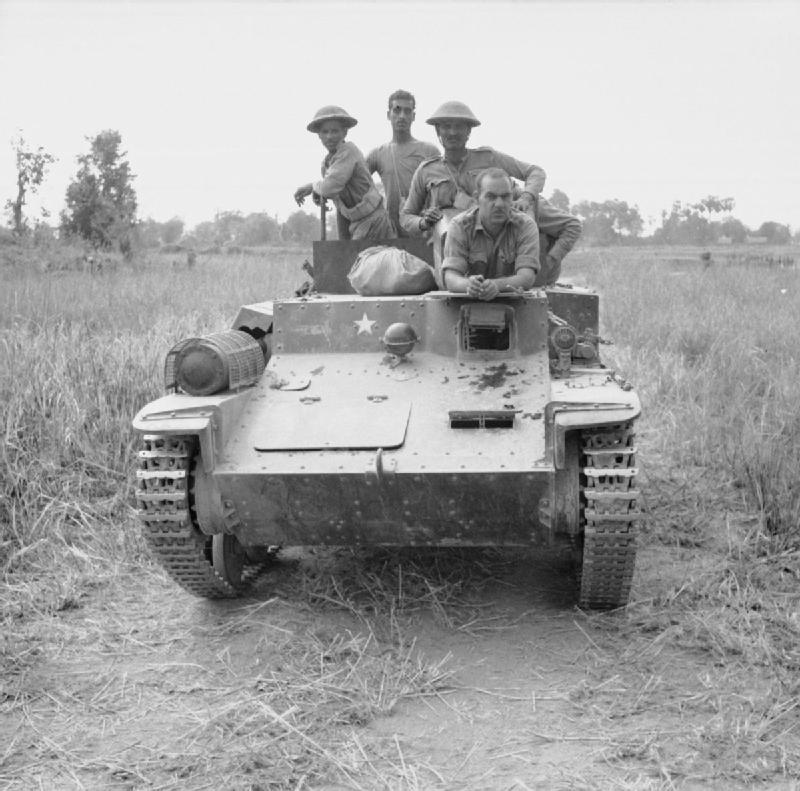
Type 98 So-Da capturé par 6 fusiliers Rajputana en Birmanie, vers février 1945

Le Type 98 So-Da a été conçu en 1937, avec un châssis basé sur celui du Type 97 Te-Ke. Cependant, son compartiment moteur a été déplacé à l'avant du châssis. La production du véhicule débuta en 1941. Le Type 98 So-Da était utilisé comme un transporteur de troupes et de munitions en première ligne. Par ailleurs, il a également été utilisé comme "tracteur d'artillerie", pour remorquer un canon.
Il possède un toit ouvert et une double porte à l'arrière. Le plateau pouvait être couvert d'une bâche sur les trois supports de rail. Le remorquage de couplage était fixé à l'armature sur un "ressort semi-elliptique". Cela protégeait le châssis lors du transport d'équipement lourd.